# Helmar Helas
Helmar Helas (* 7. März 1914 in Dresden; † 30. Juli 1981 in Dresden) war ein deutscher Kunstmaler, Glasgestalter und Restaurator.

## Leben

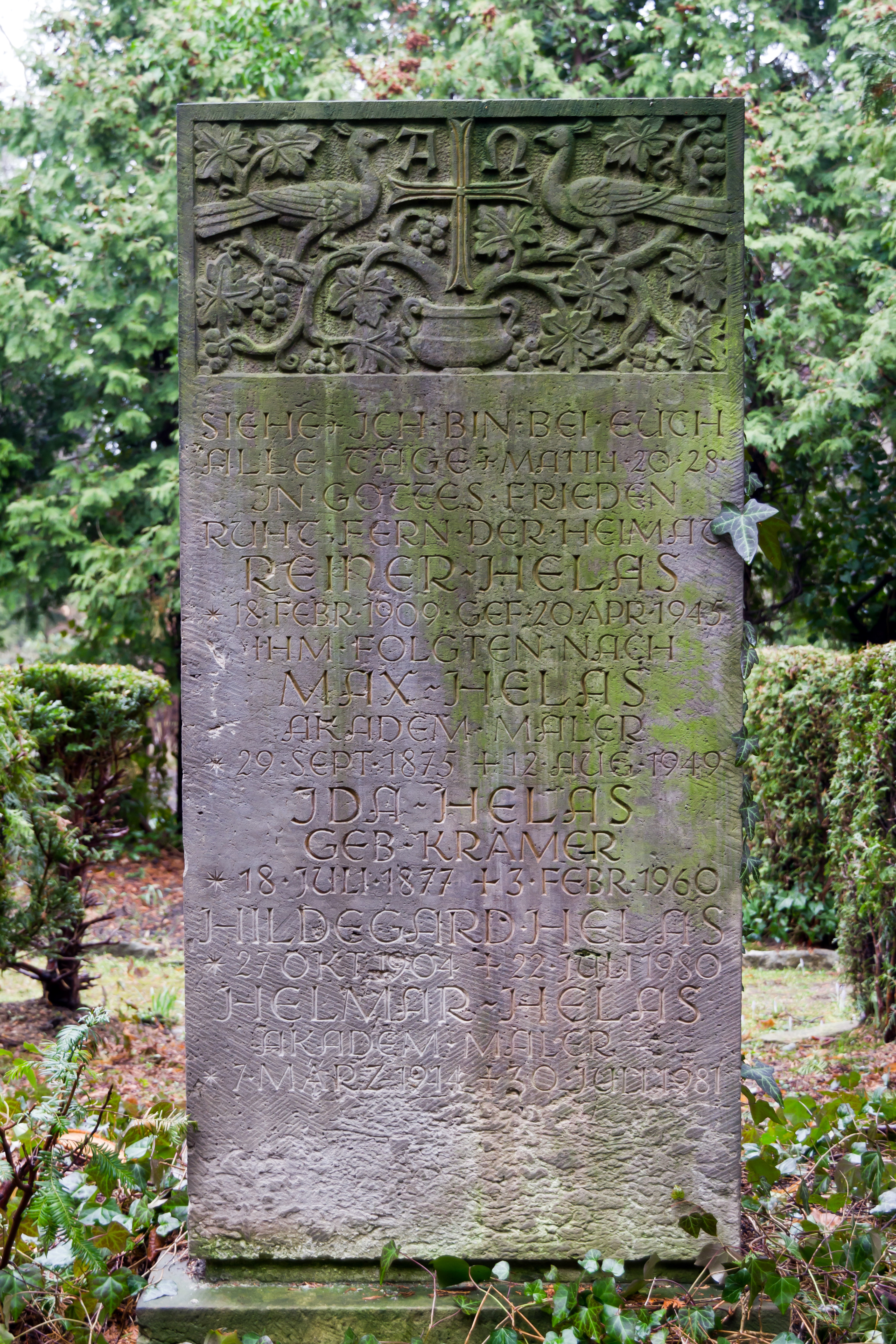
Grab der Familie Helas auf dem Friedhof in Dresden-Striesen

Helmar Helas stammt aus einer Dresdner Künstlerfamilie und war der Sohn des Kunstmalers Max Helas. Seine Schwester Hildegard Helas arbeitete als Kunsthandwerkerin. Auch Helmar Helas’ Kinder ergriffen künstlerische Berufe: sein Sohn Volker Helas ist Denkmalpfleger und Sachbuchautor, seine Tochter Kristine Wischniowski-Helas Bildhauerin, Malerin und Restauratorin.
Nach dem Schulabschluss absolvierte er zunächst eine Malerlehre und begann ab 1930 ein Studium an der Akademie für Kunstgewerbe in Dresden, im Anschluss an der Hochschule für Bildende Künste Dresden. In der Zeit des Nationalsozialismus war Helas obligatorisch Mitglied der Reichskammer der bildenden Künste. Nach kurzzeitigem Einsatz als Soldat war er ab 1941 bis 1944 Theatermaler in Plauen und kam hier erstmals mit der Glasmalerei in Berührung. 
Helas nahm 1944 mit einem Stillleben an der Großen Deutschen Kunstausstellung in München teil.
Nach Kriegsende suchte er den Kontakt zu kirchlichen Architekten und arbeitete u. a. für Fritz Steudtner.
Bekannt wurde Helmar Helas vor allem als Glasgestalter und Restaurator. Nach 1945 entstanden nach seinen Entwürfen zahlreiche Glasfenster für Dresdner Kirchen. Außerdem war er bei verschiedenen Restaurierungsarbeiten in der Denkmalpflege tätig. Neben der Wiederherstellung beschädigter Glasfenster und Innenraumgestaltungen stammen aus dieser Zeit auch künstlerisch interessante Neuschöpfungen, u. a. für den Chor der Markuskirche in Dresden-Pieschen und die Kreuzkapelle Mauersberg. Letztere erhielt auf Anregung ihres Stifters, des Dresdner Kreuzkantors Rudolf Mauersberger neben religiösen Motiven auch Bezüge zum Wirkungszusammenhang zwischen Religiosität und heimatlicher Überlieferung. Für die Schützkapelle der Kreuzkirche in Dresden schuf Helas das Glasfenster mit Darstellungen der zerstörten Dresdner Wirkungsstätten von Heinrich Schütz.
In den 1960er Jahren widmete sich Helmar Helas verstärkt Restaurierungsarbeiten und entwickelte gemeinsam mit dem Institut für Denkmalpflege moderne Verfahren zur fachlichen Farbuntersuchung in kunsthistorisch wichtigen Räumen. Erstmals praktizierte er dieses bei der Restaurierung der George-Bähr-Kirche in Schmiedeberg (Dippoldiswalde). Als einer der ersten befasste sich Helas mit der Restaurierung von Elementen des zuvor wenig gewürdigten Historismus (Ausmalung der Trinitatiskirche in Riesa). Zu seinen letzten großen Aufträgen gehörte die Vorbereitung der Restaurierung des Proszeniumsfrieses im Zuschauerraum der Dresdner Semperoper sowie Studien für die Rekonstruktion des Schmuckvorhanges des Opernhauses. 
Helas war Mitglied des Verbands Bildender Künstler der DDR und 1987/1988 auf der X. Kunstausstellung der DDR vertreten.
Sein Grab befindet sich auf den Striesener Friedhof in Dresden.

## Arbeiten (Auswahl)
- Glasfenster mit Szenen aus dem Leben Jesu in der Hoffnungskirche in Dresden-Löbtau (1947/1953)[3]
- Altarfenster mit Darstellung des auferstandenem Christus, Kanzel und Lesepult in der Thomaskirche in Dresden-Gruna (1950/55)[4]
- Neugestaltung des 1945 zerstörten Mittelfensters im Kirchenraum der Versöhnungskirche in Dresden-Striesen[5]
- Glasfenster der Markuskirche in Dresden-Pieschen mit Szenen aus dem Neuen Testament (1947/1951)[6]
- Emporen- und Deckenbemalung und Buntglasfenster der Kreuzkapelle in Mauersberg (1951)[7]
- Restaurierung des Innenraums der Trinitatiskirche in Riesa[8]
- Restaurierung der Kassettendecke der Allerheiligenkirche in Raschau (1960/63)[9]
- Neugestaltung des Innenraumes der Christuskirche in Dresden-Strehlen (1973/80)[10]
- Restaurierung der Kassettenfelderdecke der Kirche in Dresden-Leubnitz (1974)[11]
- Restaurierung der Felderdecke im Schloss Lauenstein (1974)